# Isla Pelican (Bahía de Corpus Christi)
La Isla Pelican (en inglés: Pelican Island) es una isla semi tropical en la bahía de Corpus Christi, situada inmediatamente al sur del Canal de Navegación de Corpus Christi. Es uno de los más grandes hábitats tanto de pelícanos blancos como marrones en el estado de Texas, al sur de Estados Unidos. A finales de 1980, Pelican era el único lugar en todo Texas, donde se podía encontrar anidando pelícanos marrones.